# 380年代
| 千纪： | 1千纪                                                                                  |
| 世纪： | 3世纪 \| 4世纪 \| 5世纪                                                                |
| 年代： | 350年代 \| 360年代 \| 370年代 \| 380年代 \| 390年代 \| 400年代 \| 410年代              |
| 年份： | 380年 \| 381年 \| 382年 \| 383年 \| 384年 \| 385年 \| 386年 \| 387年 \| 388年 \| 389年 |

## 大事记
- 羅馬帝國皇帝狄奧多西一世受洗為基督徒，下詔關閉全國其他各種神廟，基督教始成羅馬國教。
- 东晋和前秦爆发淝水之战，前秦大败
- 前秦崩溃，中国北方先后建立后燕、西燕、后秦、西秦、翟魏、北魏、後涼等政权

## 逝世
- 苻坚（385年去世）
- 谢安（385年去世）
- 谢玄（388年去世）
- 谢石（389年去世）